# Clifford Robinson
Pour les articles homonymes, voir Robinson.
Clifford « Cliff » Robinson, né le 16 décembre 1966 à Buffalo dans l'État de New York et mort le 29 août 2020 à Portland dans l'Oregon, est un ancien joueur américain de basket-ball.

## Débuts
Robinson joua en NCAA à l'Université du Connecticut, et fut sélectionné au 36e rang (2e tour) de la Draft 1989 de la NBA par les Trail Blazers de Portland.

### Carrière NBA
Robinson joua pour les Trail Blazers durant huit saisons. Avec Clyde Drexler et Terry Porter (qui partit en 1995), Portland joua les playoffs durant ces huit saisons, dont deux Finales NBA en 1990 et 1992. Il remporta lors de la saison 1992-93 le trophée de NBA Sixth Man of the Year grâce à une moyenne de 19,1 points, 6,6 rebonds et un record en carrière de 1,99 contres par match. Il fut All-Star en 1994.
Robinson signa avec les Suns de Phoenix en tant qu'agent libre le 25 août 1997, avec qui lesquels il joua durant quatre saisons. Le sommet de sa carrière avec les Suns fut son record de points (50 points) en carrière contre les Nuggets de Denver le 16 janvier 2000. Il devint le plus vieux joueur à 33 ans et deux mois à inscrire 50 points lors d'une rencontre pour la première fois.
Robinson fut transféré aux Pistons de Détroit le 29 juin 2001 en échange de Jud Buechler et John Wallace.
Robinson fut ensuite transféré aux Warriors de Golden State le 21 août 2003, avec Pepe Sanchez, en échange de Bob Sura.
Le 14 février 2005 Golden State transféra Robinson aux New Jersey Nets en échange de deux seconds tours de draft. Il fut laissé libre par les Nets en juillet 2007.
Robinson était surnommé "Uncle Cliffy" au sein de la ligue et était l'un des joueurs les plus facilement reconnaissables, étant à l'époque l'un des rares à porter un bandeau.

## Performances en carrière
Robinson a réalisé des moyennes de 14,6 points, 4,6 rebonds, 1,05 interceptions et 1,03 contres en 1330 rencontres.
En juillet 2007, Robinson est un des deux joueurs draftés dans les années 1980 toujours actifs dans la ligue, en compagnie de Kevin Willis. Avec une taille de 2,08 m, il est le plus grand joueur à avoir inscrit plus de 1000 tirs à 3-points, (1228 à la fin de la saison 2005-06 et est actuellement au 16e rang au nombre de tirs à 3-points réussis en carrière dans l'histoire de la ligue). Il a joué 1330 matches dans sa carrière le plaçant au 9e rang dans l'histoire de la NBA, ses 19388 points le mettant au 34e dans l'histoire de la ligue. Le 11 août 2006, les New Jersey Nets re-signèrent Robinson lui permettant de commencer une  18e année dans la ligue. Âgé de 40 ans, il est le troisième plus vieux joueur de NBA (seul le pivot des Rockets de Houston Dikembe Mutombo et le pivot des Mavericks de Dallas Kevin Willis sont plus âgés).* 
Le 5 février 2007, le numéro "00" de Robinson fut retiré au Harry A. Gampel Pavilion de l'Université du Connecticut  lors de la mi-temps d'un match NCAA contre les Syracuse Orangemen.
Clifford Robinson fut arrêté pour possession de marijuana et conduite sous influence en février 2001 et fut suspendu pour une rencontre. Robinson le fut encore pour cinq matches le 12 mai 2006 pour violation des accords avec la ligue sur la politique sur la drogue pour la seconde fois en deux saisons. Robinson fut aussi suspendu cinq matches en février 2005 alors qu'il évoluait sous les couleurs de Golden State. D'après les termes de l'accord collectif, un joueur est suspendu pour cinq matches lors d'un troisième contrôle positif à la marijuana.

## Statistiques
gras = ses meilleures performances

### Universitaires
Statistiques en université de Clifford Robinson
| Saison    | Équipe      | Matchs | Titul. | Min./m | % Tir | % 3pts | % LF | Rbds/m. | Pass/m. | Int/m. | Ctr/m. | Pts/m. |
| --------- | ----------- | ------ | ------ | ------ | ----- | ------ | ---- | ------- | ------- | ------ | ------ | ------ |
| 1985-1986 | Connecticut | 28     | 2      | 15,8   | 36,6  | —      | 61,0 | 3,1     | 0,5     | 0,4    | 0,4    | 5,6    |
| 1986-1987 | Connecticut | 16     | 16     | 34,8   | 42,0  | 33,3   | 57,0 | 7,4     | 2,0     | 0,7    | 0,7    | 18,1   |
| 1987-1988 | Connecticut | 34     | 34     | 31,7   | 47,9  | —      | 64,7 | 6,9     | 1,3     | 1,0    | 1,4    | 17,6   |
| 1988-1989 | Connecticut | 31     | 31     | 31,4   | 47,0  | 33,3   | 68,4 | 7,4     | 1,5     | 1,8    | 1,4    | 20,0   |
| Carrière  | Carrière    | 109    | 83     | 28,0   | 45,2  | 33,3   | 64,1 | 6,1     | 1,2     | 1,0    | 1,1    | 15,3   |

### Professionnelles

#### Saison régulière
Légende :
| Sixième homme de l'année | Meilleur joueur de cette catégorie statistique de la saison |

gras = ses meilleures performances
Statistiques en saison régulière de Clifford Robinson
| Saison        | Équipe        | Matchs | Titul. | Min./m | % Tir | % 3pts | % LF | Rbds/m. | Pass/m. | Int/m. | Ctr/m. | Pts/m. |
| ------------- | ------------- | ------ | ------ | ------ | ----- | ------ | ---- | ------- | ------- | ------ | ------ | ------ |
| 1989-1990     | Portland      | 82     | 0      | 19,1   | 39,7  | 27,3   | 55,0 | 3,8     | 0,9     | 0,6    | 0,6    | 9,1    |
| 1990-1991     | Portland      | 82     | 11     | 23,7   | 46,3  | 31,6   | 65,3 | 4,3     | 1,8     | 1,0    | 0,9    | 11,7   |
| 1991-1992     | Portland      | 82     | 7      | 25,9   | 46,6  | 9,1    | 66,4 | 5,1     | 1,7     | 1,0    | 1,3    | 12,4   |
| 1992-1993     | Portland      | 82     | 12     | 31,4   | 47,3  | 24,7   | 69,0 | 6,6     | 2,2     | 1,2    | 2,0    | 19,1   |
| 1993-1994     | Portland      | 82     | 64     | 34,8   | 45,7  | 24,5   | 76,5 | 6,7     | 1,9     | 1,4    | 1,4    | 20,1   |
| 1994-1995     | Portland      | 75     | 73     | 36,3   | 45,2  | 37,1   | 69,4 | 5,6     | 2,6     | 1,1    | 1,1    | 21,3   |
| 1995-1996     | Portland      | 78     | 76     | 38,2   | 42,3  | 37,8   | 66,4 | 5,7     | 2,4     | 1,1    | 0,9    | 21,1   |
| 1996-1997     | Portland      | 81     | 79     | 38,0   | 42,6  | 34,6   | 69,6 | 4,0     | 3,2     | 1,2    | 0,8    | 15,1   |
| 1997-1998     | Phoenix       | 80     | 64     | 29,5   | 47,9  | 32,1   | 68,9 | 5,1     | 2,1     | 1,2    | 1,1    | 14,2   |
| 1998-1999*    | Phoenix       | 50     | 35     | 34,8   | 47,5  | 41,7   | 69,7 | 4,5     | 2,6     | 1,5    | 1,2    | 16,4   |
| 1999-2000     | Phoenix       | 80     | 67     | 35,5   | 46,4  | 37,0   | 78,2 | 4,5     | 2,8     | 1,1    | 0,8    | 18,5   |
| 2000-2001     | Phoenix       | 82     | 82     | 33,5   | 42,2  | 36,1   | 70,9 | 4,1     | 2,9     | 1,1    | 1,0    | 16,4   |
| 2001-2002     | Détroit       | 80     | 80     | 35,7   | 42,5  | 37,8   | 69,4 | 4,8     | 2,5     | 1,1    | 1,2    | 14,6   |
| 2002-2003     | Détroit       | 81     | 69     | 34,9   | 39,8  | 33,6   | 67,6 | 3,9     | 3,3     | 1,1    | 1,1    | 12,2   |
| 2003-2004     | Golden State  | 82     | 82     | 34,7   | 38,7  | 35,7   | 71,1 | 3,9     | 3,3     | 0,8    | 0,9    | 11,8   |
| 2004-2005     | Golden State  | 42     | 29     | 26,0   | 39,8  | 33,1   | 60,3 | 2,7     | 1,8     | 1,0    | 0,9    | 8,5    |
| 2004-2005     | New Jersey    | 29     | 0      | 20,7   | 36,1  | 37,9   | 69,2 | 3,3     | 1,0     | 0,6    | 0,5    | 6,0    |
| 2005-2006     | New Jersey    | 80     | 13     | 23,3   | 42,7  | 34,3   | 65,8 | 3,3     | 1,1     | 0,6    | 0,5    | 6,9    |
| 2006-2007     | New Jersey    | 50     | 1      | 19,1   | 37,2  | 37,9   | 44,4 | 2,4     | 1,0     | 0,2    | 0,5    | 4,1    |
| Carrière      | Carrière      | 1380   | 844    | 30,8   | 43,8  | 35,6   | 68,9 | 4,6     | 2,2     | 1,0    | 1,0    | 14,2   |
| All-Star Game | All-Star Game | 1      | 0      | 18,0   | 62,5  | 0,0    | —    | 2,0     | 5,0     | 1,0    | 0,0    | 10,0   |

Note: La saison 1998-1999 a été réduite à 50 matchs en raison d'un lock-out.
Dernière modification le 1er mai 2022

#### Playoffs
Légende :
| Meilleur joueur de cette catégorie statistique de la saison |

Statistiques en playoffs de Clifford Robinson
| Saison   | Équipe     | Matchs | Titul. | Min./m | % Tir | % 3pts | % LF  | Rbds/m. | Pass/m. | Int/m. | Ctr/m. | Pts/m. |
| -------- | ---------- | ------ | ------ | ------ | ----- | ------ | ----- | ------- | ------- | ------ | ------ | ------ |
| 1990     | Portland   | 21     | 6      | 18,6   | 35,8  | 0,0    | 55,8  | 4,1     | 1,1     | 0,9    | 1,1    | 6,5    |
| 1991     | Portland   | 16     | 0      | 22,1   | 53,8  | 33,3   | 55,1  | 3,9     | 1,1     | 0,4    | 1,0    | 10,3   |
| 1992     | Portland   | 21     | 0      | 24,9   | 46,2  | 16,7   | 57,1  | 4,2     | 2,0     | 1,0    | 1,0    | 10,8   |
| 1993     | Portland   | 4      | 0      | 32,8   | 26,2  | 0,0    | 40,9  | 4,3     | 1,5     | 1,5    | 1,8    | 10,3   |
| 1994     | Portland   | 4      | 4      | 37,3   | 41,2  | 22,2   | 87,5  | 6,3     | 2,5     | 0,8    | 1,5    | 16,3   |
| 1995     | Portland   | 3      | 3      | 39,7   | 36,2  | 23,5   | 56,3  | 6,3     | 2,7     | 0,8    | 0,3    | 15,7   |
| 1996     | Portland   | 5      | 5      | 36,2   | 34,4  | 26,1   | 75,7  | 3,6     | 1,6     | 1,4    | 1,0    | 15,2   |
| 1997     | Portland   | 4      | 4      | 40,3   | 36,2  | 18,8   | 68,8  | 6,8     | 3,0     | 0,5    | 1,0    | 12,0   |
| 1998     | Phoenix    | 4      | 4      | 23,0   | 27,3  | 0,0    | 77,8  | 3,0     | 0,8     | 0,8    | 0,5    | 6,3    |
| 1999     | Phoenix    | 3      | 3      | 39,0   | 47,5  | 22,2   | 63,6  | 5,3     | 2,7     | 2,0    | 0,3    | 15,7   |
| 2000     | Phoenix    | 9      | 9      | 37,0   | 38,6  | 32,5   | 73,3  | 6,0     | 2,1     | 1,2    | 0,8    | 17,6   |
| 2001     | Phoenix    | 4      | 4      | 28,5   | 42,0  | 25,0   | 63,6  | 4,0     | 1,0     | 1,5    | 0,5    | 15,0   |
| 2002     | Détroit    | 10     | 10     | 40,9   | 36,3  | 34,0   | 80,0  | 3,0     | 2,9     | 1,8    | 1,9    | 13,2   |
| 2003     | Détroit    | 17     | 17     | 30,9   | 35,8  | 37,3   | 59,5  | 2,7     | 2,9     | 0,9    | 0,8    | 9,3    |
| 2005     | New Jersey | 4      | 0      | 17,8   | 40,7  | 28,6   | 100,0 | 2,5     | 1,3     | 0,8    | 0,3    | 7,0    |
| 2006     | New Jersey | 8      | 0      | 24,8   | 33,3  | 31,6   | 80,0  | 3,3     | 0,6     | 1,1    | 0,4    | 4,5    |
| 2006     | New Jersey | 4      | 0      | 5,0    | 16,7  | 50,0   | —     | 0,0     | 0,0     | 0,0    | 0,3    | 0,8    |
| Carrière | Carrière   | 141    | 69     | 27,6   | 39,3  | 29,8   | 62,9  | 3,9     | 1,8     | 1,0    | 0,9    | 10,3   |

## Pour approfondir